# Соколов, Павел Александрович (полковник)
Павел Александрович Соколов (1883, Санкт-Петербург — 22 октября 1955) — герой Первой мировой войны, участник Белого движения, полковник Дроздовской артиллерийской бригады.

## Биография
Сын надворного советника. Окончил Николаевский кадетский корпус (1902) и Михайловское артиллерийское училище (1905), откуда выпущен был подпоручиком в 37-ю артиллерийскую бригаду. Произведен в поручики 11 сентября 1907 года, в штабс-капитаны — 31 августа 1911 года.
В Первую мировую войну вступил с 37-й артиллерийской бригадой. Пожалован Георгиевским оружием
За то, что 19 октября 1914 года у дд. Слупча и Виняры, близ г. Сандомира, оставшись на походе за командира батареи, уехавшего выбирать наблюдательный пункт для позиции, и заметив угрожавшие слева пехотные части противника, по собственному почину, под ружейным огнем быстро занял позицию и открыл огонь; при этом на своем наблюдательном пункте находился в положении исключительной опасности и, управляя действиями батареи, отбросил противника.
Произведен в капитаны 13 мая 1915 года «за отличия в делах против неприятеля», в подполковники — 27 апреля 1916 года. 2 ноября 1916 года назначен командиром 2-й батареи 37-й артиллерийской бригады. В 1917 году был произведен в полковники, в конце войны временно командовал бригадой.
В Гражданскую войну участвовал в Белом движении на Юге России. В Добровольческой армии с 13 октября 1918 года — командир 3-й батареи 3-го легкого артиллерийского дивизиона. С сентября 1919 до 17 мая 1920 года — командир 3-го дивизиона Дроздовской артиллерийской бригады, в Русской армии — в той же бригаде до эвакуации Крыма. Галлиполиец.
Осенью 1925 года — в составе Дроздовского артиллерийского дивизиона в Болгарии. В 1926 году переехал в Грецию, где служил землемером в греко-болгарской эмиграционной комиссии. Затем переехал в Сирию, а в 1929 году — в Ливан, где служил калькулятором в кадастре и других технических учреждениях. В 1930-е годы поступил на службу офицером-техником во французскую армию на Ближнем Востоке. Долгое время разыскивал супругу Ксению Николаевну и сына Павла, оставшихся в Болгарии.
Умер в 1955 году в Бейруте. Похоронен на православном кладбище в пригороде Шуэйфат.

## Награды
- Орден Святого Станислава 3-й ст. (ВП 6.12.1909)
- Орден Святой Анны 3-й ст. (ВП 6.12.1913)
- Орден Святого Станислава 2-й ст. с мечами (ВП 11.01.1915)
- Орден Святой Анны 2-й ст. с мечами (ВП 22.02.1915)
- Орден Святого Владимира 4-й ст. с мечами и бантом (ВП 3.03.1915)
- Георгиевское оружие (ВП 23.04.1915)
- мечи и бант к ордену Св. Станислава 3-й ст. (ВП 5.04.1916)